# Phaeochrous rudis
Phaeochrous rudis är en skalbaggsart som beskrevs av Kuijten 1984. Phaeochrous rudis ingår i släktet Phaeochrous och familjen Hybosoridae. Inga underarter finns listade i Catalogue of Life.